# Neal Scanlan
Neal Scanlan (* 1961 in Manchester) ist ein britischer Maskenbildner und Spezialeffektkünstler.

## Leben
Scanlan begann seine Karriere 1981 als Stop-Motion-Animator beim britischen Animationsstudio Cosgrove Hall Films in Manchester, wo er am 1983 erschienenen The Wind in the Willows arbeitete. Ab 1984 arbeitete er in London an der Disney-Produktion Oz – Eine fantastische Welt. Im Anschluss war er Chefdesigner der mechanischen Effekte bei der für zwei Oscars nominierten Komödie Der kleine Horrorladen von Frank Oz. Scanlan war neben dem Namensgeber Jim Henson einer der Mitbegründer des Jim Henson Creature Shop. Für seine Spezialeffekte für Ein Schweinchen namens Babe erhielt er 1996 den Oscar in der Kategorie Beste visuelle Effekte.
Daraufhin gründete er 1996 sein eigenes Effektstudio, dessen erstes großes Projekt die Fortsetzung Schweinchen Babe in der großen Stadt war. Scanlan schloss sein Studio 2011 und arbeitete in Hollywood an Prometheus – Dunkle Zeichen. Daraufhin wurde er für Star-Wars-Filmreihe als Leiter der Spezialeffekte im Bereich Special Creature Effects engagiert. 2016 wurde er für Star Wars: Das Erwachen der Macht ein zweites Mal für den Oscar nominiert. 2018, 2019 und 2020 gelang ihm dies für seine Arbeit an Star Wars: Die letzten Jedi, Solo: A Star Wars Story und Star Wars: Der Aufstieg Skywalkers erneut und er erhielt seine dritte und vierte Oscarnominierung.

## Filmografie (Auswahl)
- 1985: Oz – Eine fantastische Welt (Return to Oz)
- 1986: Der kleine Horrorladen (Little Shop of Horrors)
- 1986: Die Reise ins Labyrinth (Labyrinth)
- 1990: Hexen hexen (The Witches)
- 1991: Turtles II – Das Geheimnis des Ooze (Teenage Mutant Ninja Turtles II: The Secret of the Ooze)
- 1995: Ein Schweinchen namens Babe (Babe)
- 1996: 101 Dalmatiner (101 Dalmatians)
- 1996: Der englische Patient (The English Patient)
- 1998: Schweinchen Babe in der großen Stadt (Babe: Pig in the City)
- 2000: 102 Dalmatiner (102 Dalmatians)
- 2003: Kangaroo Jack
- 2005: Charlie und die Schokoladenfabrik (Charlie and the Chocolate Factory)
- 2007: Der Goldene Kompass (The Golden Compass)
- 2007: Sweeney Todd – Der teuflische Barbier aus der Fleet Street (Sweeney Todd: The Demon Barber of Fleet Street)
- 2012: Prometheus – Dunkle Zeichen (Prometheus)
- 2015: Star Wars: Das Erwachen der Macht (Star Wars: The Force Awakens)
- 2016: Rogue One: A Star Wars Story
- 2017: Star Wars: Die letzten Jedi (Star Wars: The Last Jedi)
- 2018: Jurassic World: Das gefallene Königreich (Jurassic World: Fallen Kingdom)
- 2018: Solo: A Star Wars Story
- 2019: Star Wars: Der Aufstieg Skywalkers (Star Wars: The Rise of Skywalker)

## Auszeichnungen
- 1996: Oscar in der Kategorie Beste visuelle Effekte für Ein Schweinchen namens Babe
- 1996: BAFTA-Film-Award-Nominierung in der Kategorie Beste visuelle Effekte für Ein Schweinchen namens Babe
- 1999: BAFTA-Film-Award-Nominierung in der Kategorie Beste visuelle Effekte für Schweinchen Babe in der großen Stadt
- 2016: Oscar-Nominierung in der Kategorie Beste visuelle Effekte für Star Wars: Das Erwachen der Macht
- 2016: BAFTA-Film-Award-Nominierung in der Kategorie Beste visuelle Effekte für Star Wars: Das Erwachen der Macht
- 2017: BAFTA-Film-Award-Nominierung in der Kategorie Beste visuelle Effekte für Rogue One: A Star Wars Story
- 2018: Oscar-Nominierung in der Kategorie Beste visuelle Effekte für Star Wars: Die letzten Jedi
- 2018: BAFTA-Film-Award-Nominierung in der Kategorie Beste visuelle Effekte für Star Wars: Die letzten Jedi
- 2019: Oscar-Nominierung in der Kategorie Beste visuelle Effekte für Solo: A Star Wars Story
- 2020: Oscar-Nominierung in der Kategorie Beste visuelle Effekte für Star Wars: Der Aufstieg Skywalkers
- 2020: BAFTA-Film-Award-Nominierung in der Kategorie Beste visuelle Effekte für Star Wars: Der Aufstieg Skywalkers